# Liste der Kulturdenkmäler in Seesbach
In der Liste der Kulturdenkmäler in Seesbach sind alle Kulturdenkmäler der rheinland-pfälzischen Ortsgemeinde Seesbach aufgeführt. Grundlage ist die Denkmalliste des Landes Rheinland-Pfalz (Stand: 2. August 2023).

## Denkmalzonen
| Bezeichnung                    | Lage             | Baujahr | Beschreibung                                                                                | Bild |
| ------------------------------ | ---------------- | ------- | ------------------------------------------------------------------------------------------- | ---- |
| Denkmalzone Jüdischer Friedhof | Rosenstraße Lage | um 1800 | im 19. Jahrhundert oder vor 1800 angelegtes Areal mit elf Grabsteinen von 1855 (?) bis 1937 | BW   |

## Einzeldenkmäler
| Bezeichnung                       | Lage                                     | Baujahr                              | Beschreibung | Bild                           |
| --------------------------------- | ---------------------------------------- | ------------------------------------ | --- | ------------------------------ |
| Wohnhaus                          | Felsenstraße 15 Lage                     | um 1600                              | Krüppelwalmdachbau, Fachwerk verputzt und verschiefert, im Kern um 1600, bezeichnet 1736 (Umbau); ortsbildprägende Ecklage | Fotos hochladen                |
| Wohnhaus                          | Felsenstraße 23 Lage                     | 18. oder Anfang des 19. Jahrhunderts | eingeschossiges Fachwerkhaus eines Streckhofs, verputzt und verschiefert, 18. oder Anfang des 19. Jahrhunderts             | BW                             |
| Wohnhaus                          | Felsenstraße 68 Lage                     | 18. Jahrhundert                      | barocker Krüppelwalmdachbau, Fachwerk verputzt und verkleidet, 18. Jahrhundert                                             | BW                             |
| Turn- und Gemeindehalle           | Hauptstraße 3 Lage                       | 1930er Jahre                         | ehemalige Schule; Heimatschutzstilbau, eingeschossige Nebenflügel, 1930er Jahre                                            | BW                             |
| Katholische Kirche St. Laurentius | Hauptstraße 58 Lage                      | 1888/89                              | neugotischer Bruchsteinbau, 1888/89, Diözesanbaumeister Max Meckel, Limburg                                                | weitere Bilder Fotos hochladen |
| Kriegerdenkmal                    | Hauptstraße, bei Nr. 76 Lage             | 1920er Jahre                         | Kriegerdenkmal 1914/18, Granit-Obelisk, 1920er Jahre                                                                       | BW                             |
| Evangelische Kirche               | Kirchstraße Lage                         | 1911                                 | malerisch gruppierter Heimatstilbau in barockisierenden Formen, 1911                                                       | weitere Bilder Fotos hochladen |
| Semendiskirche                    | westlich des Ortes auf dem Friedhof Lage | Ende des 13. Jahrhunderts            | Saalbau, Ende des 13. Jahrhunderts über romanischen Grundmauern, Langhaus 1733 verändert                                   | weitere Bilder Fotos hochladen |

## Ehemalige Kulturdenkmäler
| Bezeichnung | Lage                 | Baujahr                              | Beschreibung                                                                               | Bild |
| ----------- | -------------------- | ------------------------------------ | ------------------------------------------------------------------------------------------ | ---- |
| Wohnhaus    | Felsenstraße 60 Lage | 18. oder Anfang des 19. Jahrhunderts | Fachwerkhaus, verputzt und verschiefert, 18. oder Anfang des 19. Jahrhunderts; abgebrochen | BW   |